# Pêcheries des Piettes
Die Pêcheries des Piettes sind historische Fischfanganlagen vor der Küste von Saint-Jacut-de-la-Mer in der Bretagne, Frankreich. Die auch „Piettes“ oder „Piattes“ genannten Anlagen bestanden aus drei steinernen Fischfallen, die sich im Norden der Halbinsel Saint-Jacut vor der Pointe du Chevet zwischen Grande Roche, Fouérouse und les Juméliaux befanden.

## Geschichte
Die Ursprünge der Pêcheries des Piettes reichen bis ins Mittelalter zurück. Die älteste der drei Anlagen soll zwischen 1390 und 1404 unter Abt Olivier Péan aus dem Hause Pontfily in Pleurtuit errichtet worden sein. Einige Historiker vermuten sogar Vorgängerbauten aus der Zeit der Gallier. Archäologen schätzen sie auf die Zeit vor 1544, eine genaue Datierung ist jedoch aufgrund der Schwankungen des Meeresspiegels und der Strandtopographie schwierig.
Im 14. Jahrhundert gingen die Fischereirechte auf die örtliche Abtei über. Ein Dokument aus dem Jahr 1574 erwähnt das Recht der Mönche, königliche Fische zu fangen. Dom Noël Mars erwähnt 1649 in seinem Werk Histoire du Royal Monastère die Abhängigkeit der Fischereirechte in der Region von der Abtei Saint-Jagu.
Im Laufe der Jahrhunderte unterlagen die Pêcheries des Piettes verschiedenen gesetzlichen Regelungen. Im Jahre 1732 wurden sie erstmals in einem königlichen Dekret erwähnt. Ein Reformdekret von 1743 bestätigte die Rechte des Klosters an den beiden als grande et petites piattes bezeichneten Steinanlagen. Im selben Jahr erließen königliche Kommissare genaue Bauvorschriften für die Anlagen. Diese beinhalteten eine Höhenbeschränkung von maximal 4 Fuß (ca. 1,20 m) sowie Vorschriften für Öffnungen und Gitter. Die Bauwerke sollten ohne Kalk, Zement oder Mauerwerk aus halbkreisförmigen Steinreihen errichtet werden. Auf der Seeseite war eine zwei Fuß breite Öffnung im Boden vorgeschrieben, die nur mit einem hölzernen Gitter von mindestens einem Zoll Maschenweite verschlossen werden durfte. Bei Zuwiderhandlung drohte eine Strafe von 100 Livres. Nach der Französischen Revolution wurden die Anlagen verpachtet, 1789 für neun Jahre an den örtlichen Fischer Julien Morvan. Ein napoleonisches Dekret vom 4. Juli 1853 beendete offiziell den Betrieb, da sie nie den Vorschriften entsprachen und immer illegal genutzt wurden.
Es gibt Hinweise darauf, dass zu Beginn des 20. Jahrhunderts mindestens eine der Steinstrukturen durch eine Holzkonstruktion (Bouchot) ersetzt wurde.

## Beschreibung und Funktionsweise
Die Pêcheries des Piettes bestehen aus drei Steinstrukturen, die halbrunde oder rechteckige Becken unterschiedlicher Höhe bilden. Sie wurden so angelegt, dass sie sich bei Flut mit Wasser und Fischen füllten. Bei Ebbe blieben die Fische in den Becken zurück und konnten leicht gefangen werden.
Die beiden Hauptstrukturen, La Petite Piette und La Grande Piette, haben „Arme“ oder „Flügel“ von ca. 100 bis 150 m Länge, die ein V mit der Spitze zum Meer hin bilden. Die ursprüngliche Höhe der Bauwerke wird auf 1,20 bis 1,80 m geschätzt, heute sind sie nur noch ca. 0,50 m hoch.
Die Pêcheries wurden aus unbehauenen Steinen vom Strand errichtet, die ohne Mörtel aufeinandergeschichtet wurden. Archäologische Untersuchungen haben gezeigt, dass zumindest bei einer der Strukturen ursprünglich auch Holzpfähle verwendet wurden.